# Hans Knauer (Mediziner)
Hans Knauer, vollständiger Name Johannes Joseph Karl  Knauer (* 9. September 1895 in Exin, Provinz Posen; † 5. Juli 1952 in Bonn) war ein deutscher Pädiater, und Hochschullehrer an der  Universität Bonn zur Zeit des Nationalsozialismus.

## Leben
Knauer war der Sohn eines Oberzolleinnehmers. Er beendete seine Schullaufbahn im März 1914 mit dem Abitur an einem humanistischen Gymnasium. Danach leistete er als Einjährig-Freiwilliger seinen Militärdienst. Er nahm mit Unterbrechungen ab August 1914 am Ersten Weltkrieg teil und schied nach Kriegsende, ausgezeichnet mit dem Eisernen Kreuz I. und II. Klasse, als Stabsarzt im Rang eines Leutnants der Reserve aus der Armee aus.
Noch während des Krieges hatte er 1916 ein Medizinstudium begonnen, das er an den Universitäten Göttingen und Breslau absolvierte. Das Studium schloss er 1922 mit dem Staatsexamen ab und wurde noch im selben Jahr approbiert und 1923 zum Dr. med. promoviert. Anschließend war er als Medizinalpraktikant und Assistenzarzt an der Universitätskinderklinik Breslau tätig, wo er sich 1928 habilitierte und anschließend als Oberarzt sowie Privatdozent und ab September 1933 als außerordentlicher Professor wirkte.
Politisch engagierte er sich in völkisch-nationalistischen Organisationen und Parteien und trat 1919 in den Deutschvölkischen Schutz- und Trutzbund sowie 1921 in den Nationalverband Deutscher Offiziere ein. Von 1919 bis 1928 gehörte er der DNVP an. Danach wandte er sich dem Nationalsozialismus zu, trat zum 1. Dezember 1931 der NSDAP bei (Mitgliedsnummer 872.030) und schloss sich zu dieser Zeit dem NS-Ärztebund an. Als frühes Parteimitglied wurde er 1933 Obmann des NS-Lehrerbundes und Führer der Dozentenschaft an der Universität Breslau. Von 1933 bis zu seinem Ausschluss 1940 gehörte er der SA an, zuletzt als Standartenarzt im Rang eines Obersturmbannführers. Des Weiteren war er Mitglied der NSV, des NSKOV, des NS-Reichskriegerbundes sowie bis Januar 1944 des NS-Dozentenbundes.
Gegen den Willen der medizinischen Fakultät der Universität Bonn wurde der Nationalsozialist Knauer aus politischen Gründen Anfang Oktober 1934 auf den Bonner Lehrstuhl für Kinderheilkunde berufen und zum Direktor der dortigen Universitätskinderklinik ernannt. Kurz nach seiner Berufung ernannte die Hochschulkommission der NSDAP ihn zum Vertrauensmann der NSDAP an der Medizinischen Fakultät Bonn. In Fachkreisen galt er als wissenschaftlich nachrangig. Im Juli 1943 wurde er aus dem Hochschuldienst entlassen. Hintergrund waren langjährige Auseinandersetzungen um fachliche, parteipolitische und persönliche Angelegenheiten. Danach praktizierte er als niedergelassener Arzt und kehrte nicht mehr in den Hochschuldienst zurück.
In erster Ehe war Knauer mit Lucia, geborene Pietsch (1901–1937), verheiratet. Das Paar bekam vier Kinder. In zweiter Ehe heiratete er 1939 Valerie-Gretel, geborene Dinny. Aus dieser Ehe entsprangen drei Kinder.

## Schriften (Auswahl)
- Ein Beitrag zur Frage der Salaamkrämpfe, Breslau, Med. Diss., 1923
- Ergebnisse der Lipoidstoffwechselforschung mit bes. Berücks. d. Verhältnisse im Kindesalter, S. Karger, Berlin 1928
- Die Bluttransfusion im Kindesalter, Enke, Stuttgart 1935